# Faraway Hill
Faraway Hill fue la primera telenovela emitida por una cadena televisiva estadounidense. Fue transmitida por la cadena DuMont desde el 2 de octubre hasta el 18 de diciembre de 1946. David P. Lewis, escritor y director de la teleserie, recibía un sueldo de aproximadamente 300 dólares por episodio. Durante muchos años se consideraba que A Woman to Remember fue la primera teleserie estadounidense, pero ésta debutó en 1949.
La trama de la serie giraba en torno a una viuda neoyorquina, Karen St. John (interpretada por Flora Campbell), quien se muda a una ciudad pequeña para estar más cerca de sus parientes. Allí ella conoce a un hombre que había sido adoptado por su familia, y del cual se enamora. Sin embargo, él ya estaba comprometido con otra mujer. Además, existían roces entre la sofisticada señora St. John y sus parientes rurales.
Otros actores que participaron en la teleserie fueron Mel Brandt y Julie Christy (no confundir con Julie Christie).
El programa de 30 minutos era transmitido en vivo, aunque también se exhibían extractos filmados previamente, y se incluían tomas de los capítulos anteriores para actualizar a los televidentes respecto al desarrollo de la trama. Un narrador mencionaba los pensamientos de Karen como puente entre las escenas.
No existen grabaciones de esta teleserie (los métodos para grabar programas de televisión no existieron hasta 1947), así como tampoco existen registros de posibles archivos con los libretos o fotografías del programa.